# Kamov Ka-52
Il Kamov Ka-52  (in cirillico: Камов Ка-52, nome in codice NATO: Hokum-B), noto anche come Alligator (in russo: Аллигатор), è un elicottero d'attacco biposto a rotori coassiali controrotanti, di fabbricazione russa, sviluppato negli anni novanta a opera dell'OKB Kamov diretto da Nikolaj Il'ič Kamov, a partire dal Kamov Ka-50. È entrato in servizio nel 2009 con l'allora Aeronautica militare russa.
Dapprima chiamato a svolgere funzioni di ricognitore e posto comando in supporto del Ka-50, il Ka-52 ne rilevò l'eredità specializzandosi nel ruolo contro-carro quando la produzione del primo fu sospesa nel 2009.
In grado di svolgere anche il ruolo di addestratore, il Ka-52 ha ricevuto il battesimo del fuoco nel corso della guerra civile siriana ed è disponibile anche in una versione navale, il Ka-52K Katran, e in un'altra aggiornata nell'avionica e negli armamenti, denominata Ka-52M, entrata in servizio nel 2022.
Al 2021, è in servizio attivo nelle Forze aerospaziali e nella Marina militare della Federazione Russa in più di 170 esemplari.

## Storia del progetto
Il primo prototipo dell'elicottero Ka-52, convertito dal seriale Ka-50, è stato approntato nel novembre 1996, mentre il primo volo è stato compiuto il 25 giugno 1997.
Il 29 ottobre 2008 ne è stata avviata la produzione in serie. Nel maggio 2011, il Ka-52 è entrato in servizio con l'unità di combattimento dell'aviazione dell'esercito.
Ka-52K Katran
Inizialmente previsto per operare dalle portaelicotteri di assalto anfibio della Classe Mistral, di fabbricazione francese; a seguito della rescissione del contratto come conseguenza delle sanzioni economiche inflitte alla Russia dalla comunità internazionale a seguito dell'annessione russa della penisola di Crimea, la versione navale del Ka-52 è impiegata su diverse unità della marina russa in cui presta servizio dal 2016.

## Caratteristiche
Ka-52 Alligator
Caratteristica principale degli elicotteri progettati dalla Kamov è la presenza di rotori coassiali controrotanti, una soluzione tecnica che non richiede la presenza del rotore di coda. Si tratta di una struttura più complessa di quella tradizionale, che permette però di godere di una serie di vantaggi, riguardanti il trasporto di carichi pesanti, la manovrabilità, e la velocità di punta.
A livello strutturale, il Ka-52 è molto simile al Ka-50 da cui deriva e le differenze più marcate si trovano nella cabina di pilotaggio: oltre ad avere un design più aerodinamico, la cabina ospita due membri dell'equipaggio anziché uno. Dotato di seggiolini eiettabili, il velivolo ricorre a una soluzione fuori dal comune per permettere l'eiezione ai piloti: al momento dell'espulsione, infatti, le pale vengono fatte saltare.
Ka-52K Katran
Rispetto alla versione standard, questa versione si distingue per il meccanismo di ripiegamento delle pale dei rotori, pensato per semplificare le operazioni di stivaggio e movimentazione sul ponte di volo. Inoltre, il mezzo è dotato di un telaio rinforzato che aumenta le probabilità di sopravvivenza dell’equipaggio in caso di atterraggio di emergenza in acqua.

## Impiego operativo
Le forze armate russe hanno impiegato attivamente i Ka-52 nella guerra civile in Siria a partire dall'aprile 2016, distruggendo mezzi corazzati, carri armati e fortificazioni, nonché conducendo ricognizioni aeree e missioni di scorta. È stato molto impiegato contro i miliziani dell'ISIS durante le battaglie per la liberazione della città di Palmira.
Anche il Ka-52K Katran è stato impiegato con successo sul territorio siriano: le missioni sono state effettuate dalla portaerei Admiral Kuznetsov nel novembre 2017.
A partire dal febbraio 2022, il Ka-52 è stato largamente impiegato con le forze armate russe durante il conflitto con l'Ucraina, e ha partecipato all'operazione in cui le forze armate russe hanno tentato la conquista dell'aeroporto ucraino di Gostomel, nei pressi di Kiev (si veda la voce battaglia dell'aeroporto Antonov). Un Ka-52 ha dovuto effettuare un atterraggio di emergenza a causa di un malfunzionamento. Il video in prima persona è stato pubblicato dal Ministero della difesa russo. Un altro Ka-52 è stato costretto a un atterraggio di emergenza a seguito dei danni riportati dall'impatto di un missile terra-aria.
Alla fine di marzo 2022 sono state diffuse immagini  di quattro velivoli abbattuti dalla contraerea ucraina nella zona di Cherson. Le immagini si sono rivelate false, in quanto tratte da un videogioco di simulazione militare.
Altri due abbattimenti sono stati registrati in video contro elicotteri in hovering a pochi metri da terra, che si ritiene siano stati colpiti da missili anticarro.
Le perdite di KA-52 durante l'invasione Russa dell'Ucraina ammontano, sulla base di evidenze fotografiche riportate dal sito Oryx e indicate come riduttive dagli stessi estensori, in 64 elicotteri.
Il 23 marzo 2025 altri due elicotteri Ka-52 venivano abbattuti insieme a due elicotteri da trasporto russi Mil Mi-8 dalle forze per le operazioni speciali (Sso) dell'esercito ucraino.

## Versioni
- Kamov Ka-52: versione biposto del Kamov Ka-50
- Kamov Ka-52K Katran: versione imbarcata dotata di rotori e alette pieghevoli con soli 4 piloni sub-alari e particolare trattamento anticorrosione
- Kamov Ka-52M: versione aggiornata del Ka-52, con nuovo radar  a scansione attiva elettronica (AESA) V006 Rezets (Cutter) sviluppato dalla società Zaslon di San Pietroburgo e avionica, fusoliera  e carrello di atterraggio rinforzati, installazione di sistemi di visione notturna, gamma ampliata di armi, inclusi i missili 9M120-1/9M120-1F Ataka (AT-9 Spiral-2) con un raggio di 4-6 km, 9K121 Vikhr – Whirlwind (AT-16 Scallion) con un raggio di 8 km, 9K121 Wortex-M con un raggio di 10 km e infine il nuovo missile Izdeliye 305E (Prodotto 305E) con una portata di 14,5 km.[7]

## Utilizzatori
Egitto
- El Qūwāt El Gawīyä El Maṣrīya

46 Ka-52E ordinati, con consegne a partire dal 2017. All'agosto 2019 risultavano consegnati 34 esemplari.
 Russia
- Vozdušno-kosmičeskie sily

170 Ka-52 ordinati, 120 in servizio all'ottobre 2018. 10 Ka-52M in servizio al 2022.
- Aviacija voenno-morskogo flota

32 Ka-52K Katran ordinati, circa 20 operativi al maggio 2017.